# Electropop
Electropop (ook wel technopop) is een vorm van elektronische muziek waarbij veel gebruikgemaakt wordt van de synthesizer. De eerste bloeiperiode van dit genre vond plaats van 1978 tot 1981.
Electropop legde de fundamenten voor de commerciële markt van de synthpop. Tal van bands hebben de electropoptraditie in de jaren 1990 en 2000 voortgedragen.

## Kenmerken
Electropop verschilt van synthpop doordat het wordt gekenmerkt door een koud, robotachtig, gevoelig elektronisch geluid, dat grotendeels het gevolg is van het de beperkingen van de analoge synthesizers. Het bevat vaak vreemde onbewogen songteksten met een futuristische sci-fi-rand.
De meeste electropopnummers zijn standaard popnummers, vaak met eenvoudige, catchy hooks en dancebeats, die echter afwijken van die van de elektronische dancegenres die electropop inspireerden – techno, house, electroclash, enz. –, maar ook hebben de songteksten hier een grotere rol.

## Geschiedenis
Veel vroege electropopartiesten waren Brits en geïnspireerd door David Bowies "Berlin-periode" albums als "Heroes" en Low. Andere belangrijke invloeden waren de Duitse band Kraftwerk en de Japanse groep Yellow Magic Orchestra. Sommigen kregen ook inspiratie van de New Yorkse synthpunkgroep Suicide.
Er bestaat een lange geschiedenis van experimentele avant-gardistische elektronische muziek, vooral in het noorden van Europa. Dit had echter weinig invloed op de electropop, hoewel het wel zorgde voor een golf van technische expertise die door de jaren heen ontstond.
Later veranderde electropop door de komst van samples. Weer later met rave-elementen. De genre bloeide in de Verenigde Staten door de zwarte cultuur op, vooral in Detroit. Muzikanten als A Number of Names en Cybotron kwamen met electropop gecombineerd met R&B en funkmuziek. Afrika Bambaata uit New York vond de hiphopversie van de electro door Kraftwerk te samplen.
Electropop herleefde in de jaren 00 door vooral de electroclashbeweging. Veel electropopartiesten stroomden naar de electroclash en maakten populaire albums vanaf 2002 tot nu. Hierbij worden artiesten als Fischerspooner, Ladytron, Melnyk, Temposhark, Peaches, Gonzales, The Whip, Dragonette, Matthew Dear, T. Raumschmiere, Ellen Allien, Miss Kittin en The Knife.

## Huidige stroming van vrouwelijke electropopacts
In 2009 begonnen vrouwelijke electropopartiesten aan populariteit te winnen. In de "Sound of 2009" poll, waarbij 130 muziekexperts voor de BBC een top 15 van artiesten opstelden, die 2009 zouden 'overheersen', waren 10 van de 15 electropopartiesten. Lady Gaga, Ke$ha en The Veronicas hebben zichzelf al bewezen door meerdere nummer-1 posities te bereiken in onder andere de Australië, Nederland, het Verenigd Koninkrijk en de Verenigde Staten.